# 周衮
周衮（？—？），宋朝政治人物。
周衮曾于1081年接替卢乘任华亭县知县一职，1084年由陈谧接任。